# Vaca marina (leyenda)
La vaca marina es una criatura acuática imaginaria, presente en la mitología chilota.

## Descripción
Es una criatura que tiene la forma de una gran vaca obesa de bello pelaje, con patas muy similares a las de una foca, con las cuales se impulsa y nada velozmente en el mar. Además presentaría unos grandes cuernos retorcidos y uno ojos brillantes y luminosos, que son muy atractivos para los toros y otros bovinos.

## Leyenda
Los chilotes cuentan que esta criatura desea lograr el exterminio de las especies terrestres de bovinos. Ella se habría originado de una vaquilla (vaca joven) que no logró ser salvada de morir ahogada, en los tiempos de la lucha mítica entre Tenten Vilu y Caicai Vilu. Caicai sintiendo su rabia, le habría permitido tomar una nueva forma para revivir, y vengarse de la estirpe de bovinos salvadas por Tenten.
Se dice que nada por los canales de Chiloé; y cuando logra estar cerca de un toro terrestre de su agrado, sale corriendo velozmente desde el mar, destrozando todos los cercos y alambradas que estén entre ella y su toro elegido. El toro al ver sus ojos, queda embrujado, debido a ello el toro entra en celo, y desea desesperadamente copular con la vaca marina de Chiloé.
Una vez que la vaca marina ya ha satisfecho sus deseos sexuales y de venganza, esta regresa hacia el mar, recorriendo el mismo camino por el que llegó. Si uno logra verla, se observa que ella se aleja en una actitud orgullosa y despectiva, dejando tras de sí al toro muy agotado. Debido al encuentro con esta criatura, el toro quedaría muy trastornado y desde ese momento sólo atina a bramar y bramar, y queda mirando fijamente hacia el mar, donde se encuentra la vaca marina; la cual no retorna jamás para encontrarse con el mismo toro. Desde ese día solo se oyen los bramidos lastimeros del desafortunado toro; el cual ya no se alimenta y apenas si se mueve. Aunque su dueño le traiga otras hembras de su especie, estas le son totalmente indiferentes, y ya no tiene ningún deseo de virilidad hacia ellas.
Debido a la pérdida de sus cualidades de macho del rebaño, sólo le queda como destino la muerte por hambre o por la condena del dueño a quien no le queda más opción que sacrificarlo para alimento. El único bovino que resiste el agotamiento y embrujo que provoca la muerte, pero no por ello la gran atracción que provoca esta criatura, es el mítico Camahueto; con quién ella se aparearía para tener crías de camahueto, para así seguir apareándose con ellos.